# Xavier Rodríguez Barrio

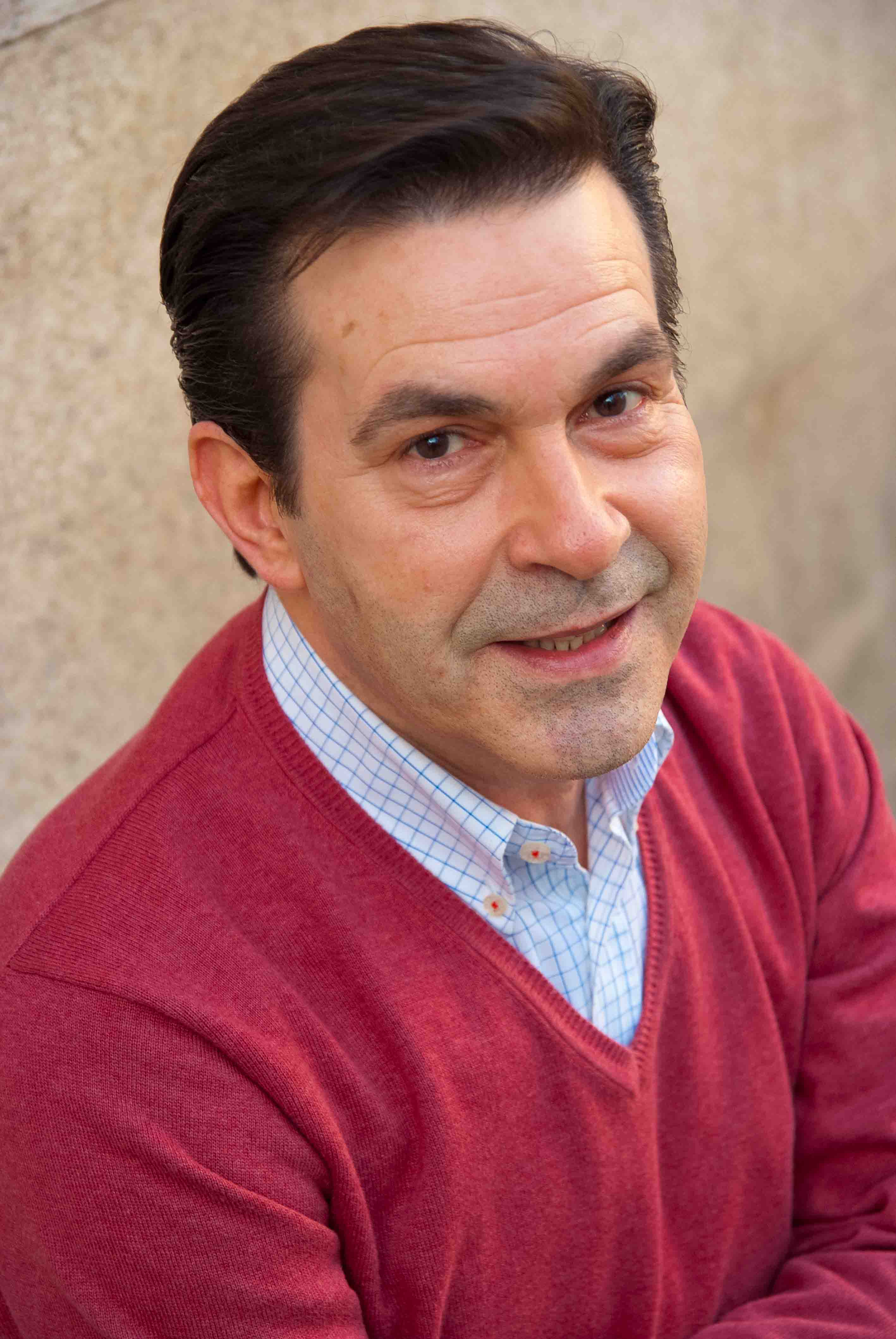
Xavier Rodríguez Barrio

Xavier Rodríguez Barrio (Lugo, 1956) es un poeta, traductor, narrador y ensayista de Galicia, España, escritor en lengua gallega y perteneciente a la Generación Poética de los 80.
Licenciado en Traducción e Interpretación, especializado en lenguaje jurídico y administrativo. Desde los años ochenta es funcionario traductor y coordinador del Gabinete de Normalización Lingüística de la Diputación de Lugo. 
Cultiva el ensayo y la narración, pero es sobre todo poeta. Se dio a conocer con poemarios como Pranto irmán (1973), Verbas violentas na dor de conciencia (1974, Premio de poesía Guimaraes, Portugal), Pranto para Castelao vivo e morto (1975, Premio de poesía Castelao, Orense) y Galiza, ano cero, Premio Medalla de Oro del Patronato Rosalía de Castro (Vilagarcía de Arousa, 1975). 
Su integración en el grupo Cravo Fondo supuso una segunda época creativa caracterizada por un mayor aliento épico, con títulos como Antífona da redención (1977, Premio Galicia de poesía) y Herdo e alucinación en Fisterra (Akal, Madrid, 1981).
En 1984 obtuvo el Premio Celso Emilio Ferreiro, con Os laberintos da xerfa, libro con el que alcanzó su madurez expresiva. A este, le siguieron Os aposentos silenciados (1987, Premio Esquío), Celebración do Gozo (1989, Premio Esquío) y Alba no muro (1990, Premio Eusebio Lorenzo Baleirón).
En 1992 publica el libro Antiga claridade con el que ganó, en su primera edición, el Premio Martín Codax y obtuvo el Premio Nacional de la Crítica española en 1993). 
Fue finalista en dos ocasiones del Premio Nacional de Poesía de España, en 1990 y 1993.
En ese año publica la antología Torre para os días que recoge el ciclo que conforma la edición revisada de tres de sus libros y poemas inéditos así como un CD con una selección de textos recitados por el propio autor.
En 1995 recibe el Premio de poesía Ciudad de Betanzos por su libro Colección de oráculos.
En 2011 obtuvo el Premio de poesía Ciudad de Orense con su obra Calado testamento y en 2012 se le otorgó el Premio Fervenzas Literarias de la Universidad de Santiago al mejor libro de poemas del año de un autor gallego.
En 2014 publica el poemario Fulguración e silencio (Ed. Centrad-DPL, 2014), un libro unitario, con un lenguaje poético depuradísimo, dedicado al poeta Xosé María Díaz Castro, con el que mantuvo amistad en los años en que este regresó definitivamente a Galicia.
Su obra poética figura en diversas antologías gallegas, españolas y en la brasileña Antología de poesía galega de Yara Frateschi Vieira (Universidade de Campinas, 1996). Poemas suyos están traducidos al español, catalán, euskera, francés, inglés y ruso.
En narrativa ha publicado, entre otros, Chegaron as chuvias, Premio Pedrón de Ouro en 1977, y Último soño escuro (1996).
En el campo de la narrativa infantil es autor de los títulos A estrela e a flor (1975) y As mapoulas e o vagalume (1984), ambos premiados en el Concurso nacional de cuentos infantiles O Facho de La Coruña. 
Como ensayista publicó en 1998 Trobar (sobre la poesía medieval gallega), A pintura ultravisual de Reimundo Patiño (1986). Ganó el Premio de Ensayo Letras Galegas de la Universidad de Santiago de Compostela en 1974, por su estudio sobre la vida y la obra del escritor y filósofo gallego Johán Vicente Viqueira. 
Junto al académico y escritor Darío Xohán Cabana, es autor de la antología O mundo de Fiz: Escolma da poesía de Fiz Vergara Vilariño (1995).
Está considerado uno de los más importantes recitadores de Galicia y como tal ha realizado numerosos trabajos para la radio y la televisión fundando en 1994 el proyecto pionero O son da Poesía en colaboración con el músico Luciano Pérez. Con este montaje dieron recitales por toda Galicia así como en Portugal, Madrid y Barcelona, con textos de poetas gallegos clásicos y contemporáneos. 